# Parc central de Laune
Le parc central de Laune (finnois : Launeen keskuspuisto) est un parc de Lahti en Finlande.

## Présentation
Créé en 1989, Le parc de Laune est situé a proximité du par Launeen perhepuisto. 
Il s'y trouve un arboretum avec 500 types de plantes et deux étangs.